# Полохівське родовище літію
Полохівське родовище літію — рідкіснометалічне пегматитове родовище, яке розташоване у Новоукраїнському районі Кіровоградської області біля села Полохівка.
Єдине з чотирьох розвіданих родовищ літію в Україні, де власник володіє ліцензією на видобуток. Наказом Держгеонадр від 18.01.2017 № 17 для ТОВ «Укрлітійвидобування» був наданий спеціальний дозвіл № 6195 на видобування літієвих руд протягом 20 років.
Вважається одним із найбільших родовищ літію у Європі. Запаси літію на Полохівському родовищі перевищують 760 тис. тонн еквівалента карбонату літію (760 LCE kt).

## Геологічна будова
З геологічних позицій об'єкт прилеглий до східної частини Ташлицько-Шполянського рідкіснометального району, де у південно-західному обрамуванні Корсунь-Новомиргородського плутону анортозитів і гранітів рапаківі продуктивна зона родовища пов'язана з комплексом порід докембрійського кристалічного фундаменту. Родовище не виходить на денну поверхню, оскільки перекрите мезозойсько-кайнозойськими теригенними покладами платформенного чохла. Останні залягають на корі вивітрювання порід докембрійських комплексів. Спільна потужність перекриваючих родовище порід 60-100 м. Літієві пегматити залягають у вигляді дуже потужних крутоспадних тіл з падінням на південний захід під кутом 600. Вміщуючими є метаморфічні породи, представлені плагіогнейсами (в основному кордієрит-біотитовими, гранат-біотитовими, гранат-діопсид-біотитовими), які складно дислоковані й ін'єктовані гранітоїдами кіровоградсько-житомирського комплексу. В теперішній час на родовищі встановлено три рудні тіла, які залягають субузгоджено з товщою гнейсів як в плані, так і в розрізі, а також з ін'єктованими в гнейси гранітоїдами. Протяжність рудих тіл з простягання близько 600 м. На глибину зруднення вивчено до 500 м і не оконтуровано. Найбільш велике рудне тіло № 1 має потужність по перетинах у свердловинах від перших десятків метрів до 189 м (середня 60 м). Воно вміщує 75% запасів родовища. Друге рудне тіло має потужність від 13 до 75 м, простежено по простяганню на 350 м і на глибину 400 м. Це тіло вміщує 17% запасів. Третє тіло має менш значні розміри й вміщує 8% запасів. Перше тіло прилегле до лежачого боку родовища, друге — до висячого, а третє фіксується між ними. Тіла № 1 і № 2 виходять на поверхню кристалічного фундаменту і частково зеродовані, але простежуються з високим вмістом Li2O навіть у каоліновій корі вивітрювання з простягання.

## Розроблення родовища
У 2017 році ТОВ «Укрлітійвидобування» придбало ліцензію (спецдозвіл) на розроблення Полохівського родовища за 119 млн гривень (еквівалент на той час — близько 4,5-5 мільйонів доларів).
За підтримки інвесторів із Фінляндії, ПАР, Бразилії, Великої Британії та Австралії ТОВ «Укрлітійвидобування» у розвідку Полохівського родовища інвестувало 20 млн доларів. За задумом компанії, завод з перероблювання має розташовуватися в одній із країн ЄС і забезпечувати виробництво 20 тисяч тонн карбонату літію на рік. Партнери наполягають, що перероблення повинне здійснюватися в Європі та навіть після завершення війни.